# Fietsknooppuntennetwerk

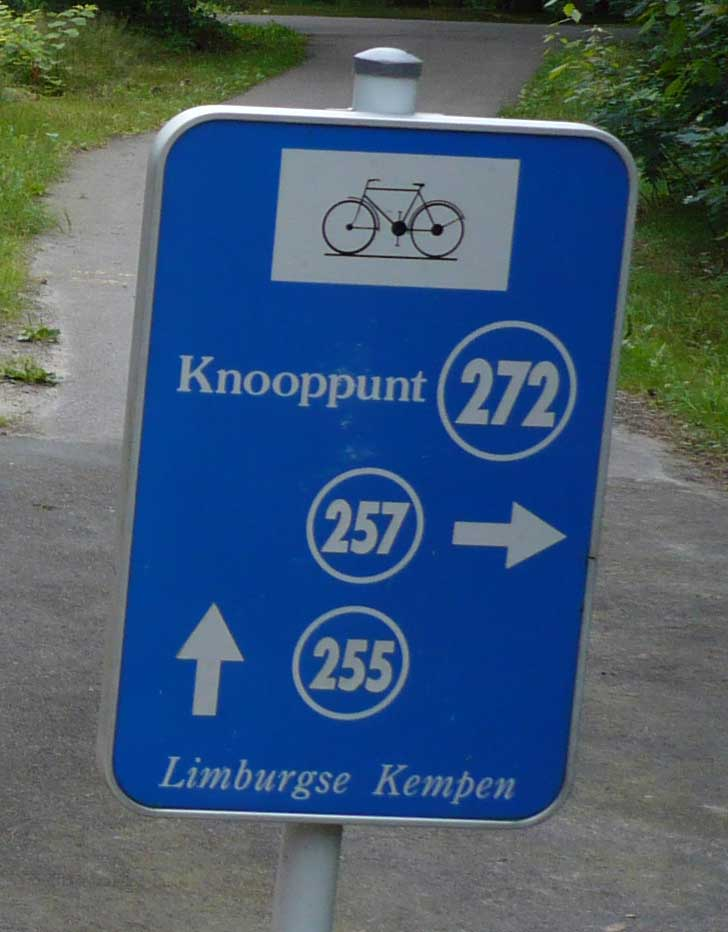
Bewegwijzering fietsroutenetwerk in de provincie Limburg (België)

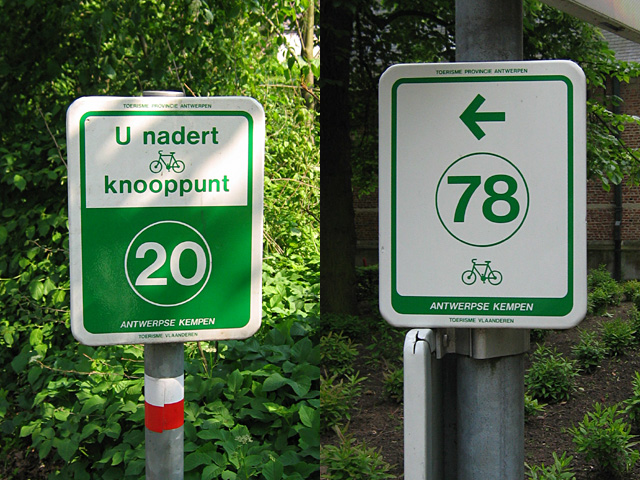
Bewegwijzering fietsknooppunten- netwerk in de Antwerpse Kempen (België)

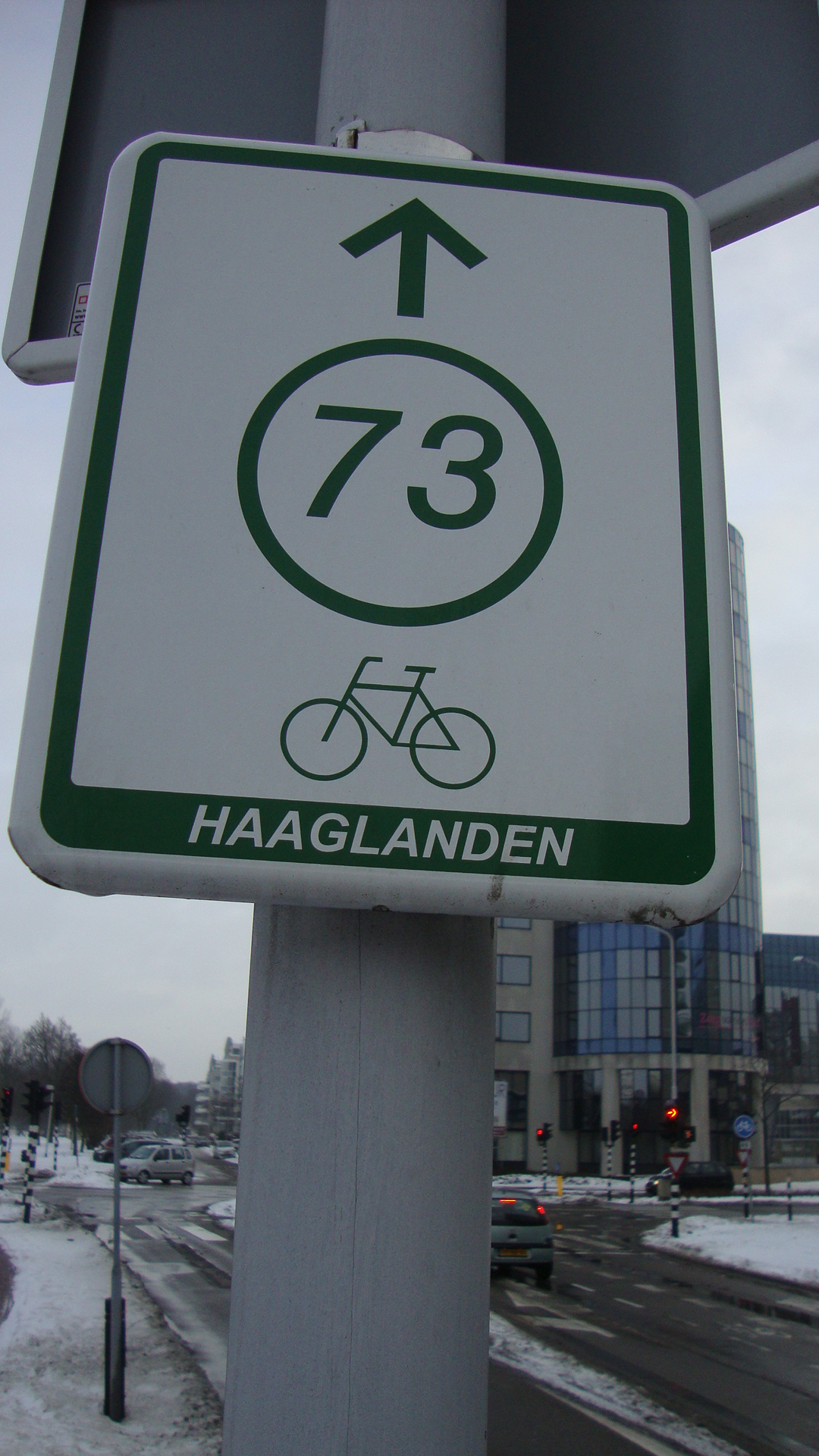
Fietsknooppuntennetwerk Nederlandse regio Haaglanden

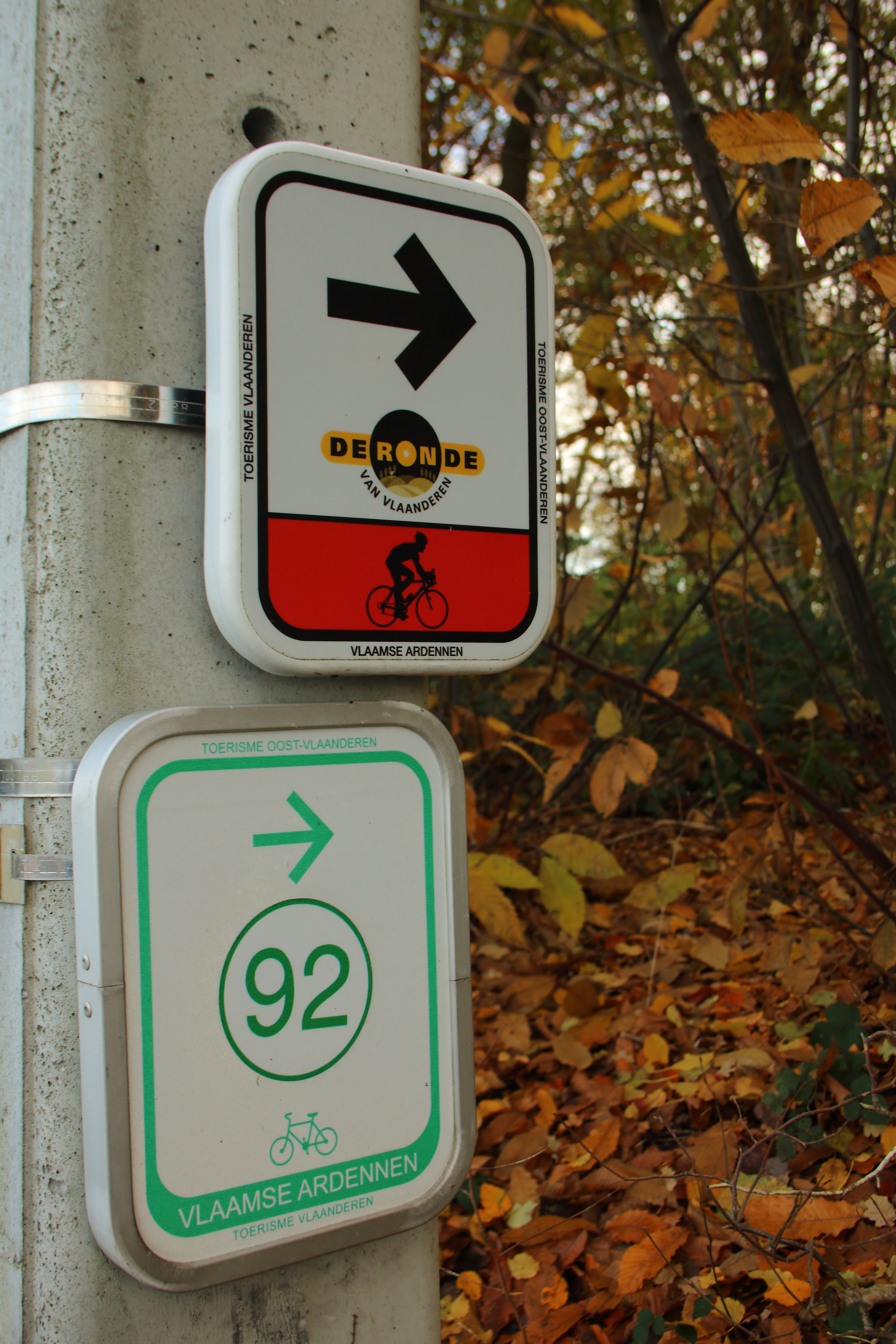
Bewegwijzering fietsroutenetwerk in de Vlaamse Ardennen (België)

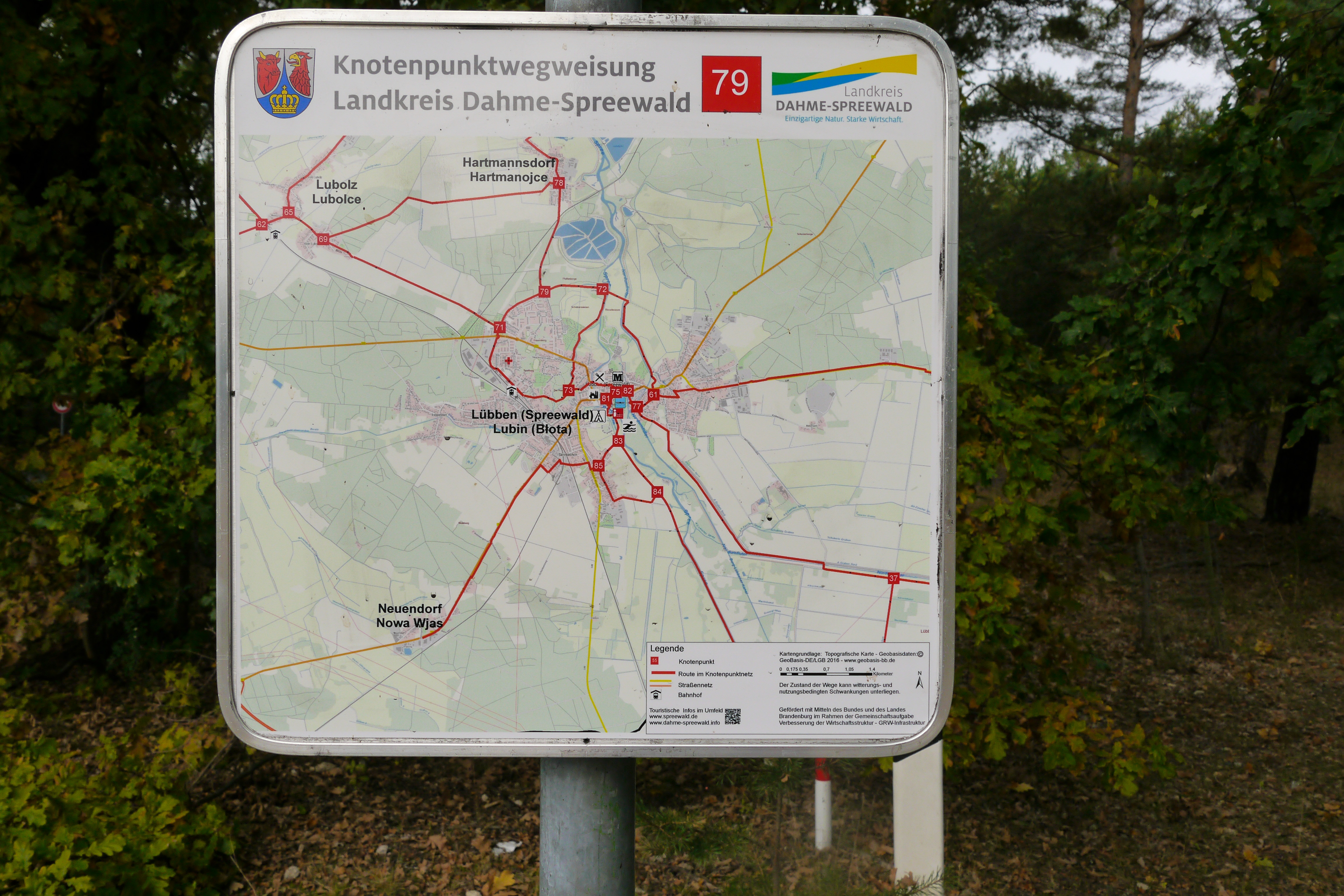
Knooppunten-overzicht in deelstaat Brandenburg (Duitsland)

Een fietsknooppuntennetwerk is een netwerk van vele korte fietsroutes waarop een fietser een eigen gekozen route volgt via de nummers, of namen, van knooppunten. De knooppunten bevinden zich op de kruispunten van de fietsroutes. Het wordt ook wel het fietsroutenetwerk genoemd, al kan deze ruimere term ook slaan op een netwerk zonder benoemde knooppunten. Met behulp van een kaart of fietsknooppuntplanner kan de fietser een eigen fietstocht samenstellen als een opeenvolging van knooppunten. Fietsknooppuntennetwerken zijn daarin anders ontworpen dan de al eerder bestaande langeafstandsfietsroutes of lusvormige fietsroutes waarbij in principe één route wordt gevolgd. Een ruimere term is knooppuntennetwerk, die ook bestaat in varianten voor bijvoorbeeld voetgangers en ruiters.
Voordelen zijn:
- Op een bijpassende fietskaart wordt op uniforme manier een groot aantal goed befietsbare wegen en fietspaden zichtbaar voor de gebruiker, zodat het makkelijker wordt om in een onbekend gebied een goed fietsbare route te vinden van punt A naar punt B
- Er kunnen heel veel verschillende fietsroutes samengesteld worden in een bepaald gebied
- Er kan flexibeler gekozen worden voor de gewenste afstand of omgeving

Een nadeel is dat de bewegwijzering weinig bruikbaar is voor een gebruiker zonder bijpassende kaart of lijst van knooppunten.

## Geschiedenis
Toen de steenkoolmijnen in Belgisch Limburg in de jaren 80 een na een gesloten werden, heeft mijningenieur Hugo Bollen een project voorgesteld om in het noordoosten van de provincie een fiets- en wandelwegennetwerk te realiseren. Na de goedkeuring werd begonnen met de aanleg van tientallen kilometers autovrije en verkeersarme fietswegen, mede gefinancierd met overgebleven middelen uit het overheidsbudget voorzien voor de mijnsluitingen. Bollen bedacht een gebruiksvriendelijke bewegwijzering: 'het knooppuntensysteem':
- elkeen kan zijn eigen rondrit samenstellen
- het volledige netwerk is duidelijk bewegwijzerd (in de twee richtingen)
- op elk knooppunt bevindt zich een overzichtskaart
- van op het netwerk is er bewegwijzering van en naar dorps- en stadscentra.

Alle borden staan op ooghoogte en op vaste afstanden van elke kruising en worden herhaald na elke kruising. Het zijn rechthoekige signalisatieborden, blauwe in Limburg, elders worden meestal groene borden gebruikt. 
Het eerste fietsroutenetwerk werd in 1995 in het noordoosten van Limburg geopend door het Regionaal Landschap Kempen en Maasland, dat vijf jaar eerder was opgericht. 

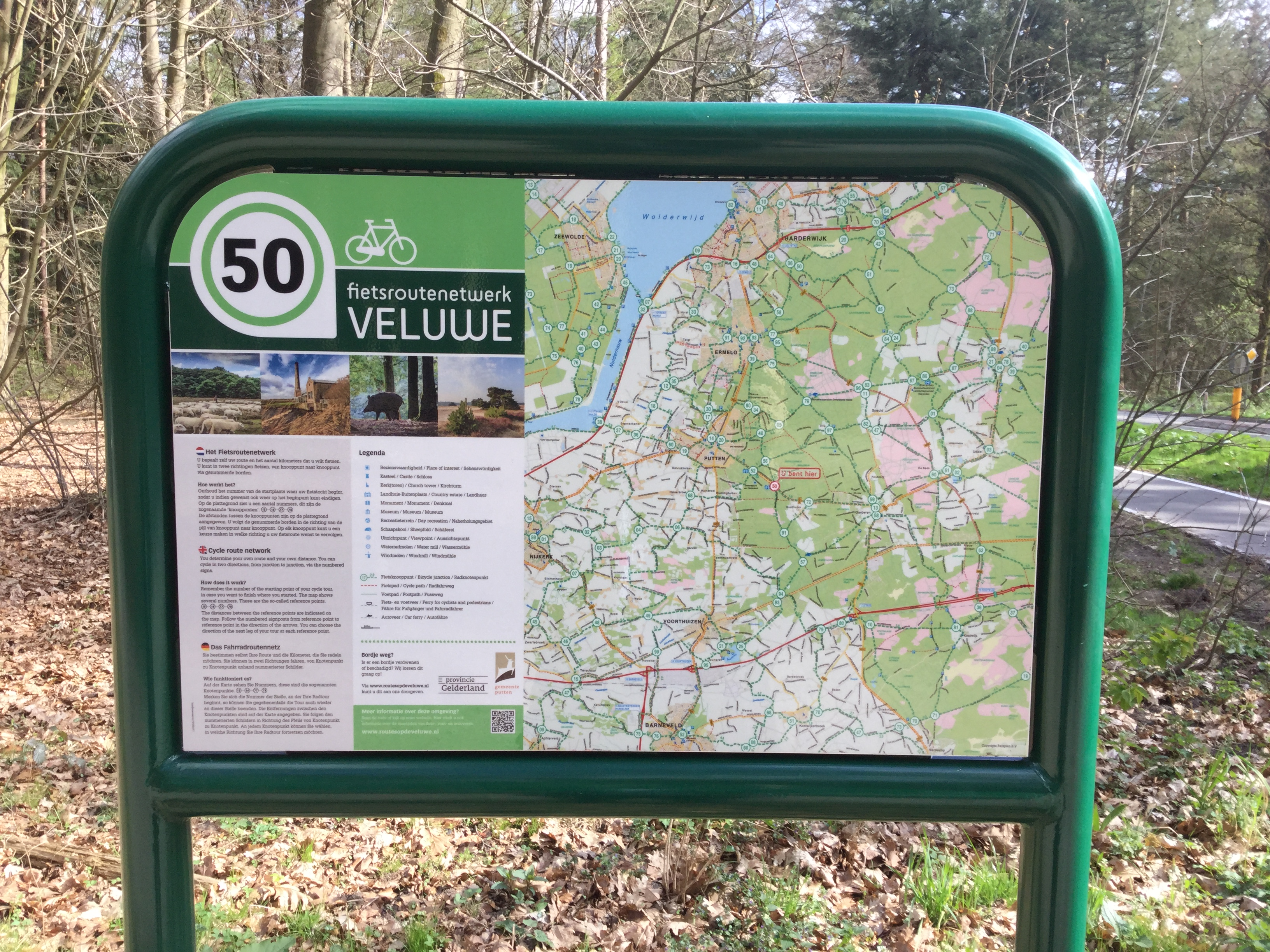
Fietsknooppunten Veluwe 2017

Met hulp van Toerisme Limburg is het fietsroutenetwerk daarna uitgebreid over de hele provincie, het telde in 2007 1860 km bewegwijzerde fietsroutes, waarvan ongeveer 700 km autovrij. Sinds april 2007 is er een fietskaart van de hele provincie beschikbaar met daarin een gedetailleerd overzicht van het netwerk met alle knooppunten en de afstand ertussen, de fietsonthaal- en servicepunten, de fietscafés en verblijven, stations en bezienswaardigheden.
Vanaf de start in de Limburgse Kempen en Maasland toonden ook aangrenzende provincies interesse. In België bedekt het fietsknooppuntennetwerk nu het volledige Vlaams Gewest. Het gaat om fietsknooppuntennetwerken Limburg, Scheldeland, Antwerpse Kempen, Gent, Leiestreek, Meetjesland, Vlaamse Ardennen, Waasland, Brugse Ommeland, Kust, Westhoek, Vlaams-Brabant (Groene Gordel, Hageland).
Verder bestaan ook in het Waals gewest enkele fietsnetwerken: in de Oostkantons ('Hoge Venen-Eifel'-netwerk), West-Henegouwen ('Wallonie Picarde'-netwerk), Midden-Henegouwen ('Vhello'-netwerk rond Bergen en La Louvière), Waals-Brabant, het Pays de Chimay ('1000 bornes à vélo'-netwerk), rond het Woud van Anlier ('Cyruse'-netwerk) en in het Pays de Famenne. In Noord-Frankrijk bestaat het netwerk 'Vallée de la Lys et Monts de Flandre'.
In het Brussels Hoofdstedelijk Gewest wordt ook een fietsknooppuntennetwerk uitgebouwd. Sinds januari 2022 heeft de stad Gent een eigen functioneel knooppuntennetwerk, ter vervanging van een klein aantal bewegwijzerde hoofdfietsroutes.
Met uitzondering van de kleinere Friese Waddeneilanden, die een eigen fietswijzersysteem hebben, is heel Nederland voorzien van fietsknooppunten.
In verschillende Duitse deelstaten, onder meer langs de westgrens vanaf de Eifel bij Monschau tot aan de Duitse Waddenkust, hebben toeristische instanties diverse knooppuntennetwerken aangelegd.